# Apophua suturalis
Apophua suturalis är en stekelart som först beskrevs av Morley 1914.  Apophua suturalis ingår i släktet Apophua och familjen brokparasitsteklar. Utöver nominatformen finns också underarten A. s. italicator.